# Paraguay (C-1)
El Paraguay (C-1) es un cañonero fluvial acorazado de la Armada Paraguaya construido en 1930, junto a su gemelo Humaitá.

## Historia
Fue construido en 1930 por el astillero Odero de Italia junto a su gemelo Humaitá. El diseño de ambos se atribuye al paraguayo, Ingeniero naval y marino José Bozzano egresado del MIT, la laureada casa de estudios estadounidense.
Su desplazamiento estándar alcanza las 636 t, que aumentan a 865 t a plena carga. Tiene una eslora de 70 m, una manga de 10,7 m y un calado de 1,7 m. Está impulsado por dos turbinas de engranajes de 3800 shp de potencia que lo empujan a una velocidad de 16 nudos.
Durante la guerra del Chaco entre 1932 y 1935, el Paraguay —al igual que el Humaitá— prestó servicio como transporte de tropas y suministros.
Durante el golpe de Estado en Argentina de septiembre de 1955 que derrocó a Juan Domingo Perón, el Paraguay estaba en el puerto de Buenos Aires. El 21 de septiembre, el buque, por orden de Alfredo Stroessner, refugió al presidente derrocado y regresó a Asunción.
A principios de 2019 la Dirección del Material de la Armada Paraguaya finalizó los trabajos de modernización del cañonero Paraguay.